# Berg Station (Østfoldbanen)
|  | Ikke at forveksle med Berg Station på Sognsvannsbanen. |
Berg Station (Berg stasjon) er en tidligere jernbanestation, der ligger på Østfoldbanen i Halden kommune i Norge.
Stationen blev åbnet 4. februar 1879. Den blev fjernstyret 16. december 1974 og gjort ubemandet 1. august 1975. 29. maj 1983 ophørte persontogene med at stoppe ved stationen, der siden har haft status af godsterminal under navnet Haldenterminalen. Stationsbygningen, der var opført til åbningen i 1879 efter tegninger af Peter Andreas Blix, blev revet ned i 1989.